# 開国 (李氏朝鮮)
開国（かいこく、개국）は、李氏朝鮮で用いられた紀年法のひとつで、李氏朝鮮の建国年である1392年を紀元としている。開国年号ともいう。いつ考案されたかは不明であるが、1876年2月26日に調印された日朝修好条規原文の朝鮮側署名欄には「大朝鮮國開國四百八十五年丙子二月初二日（2月2日 (旧暦)）」の日付が明記されており、また1883年10月30日に創刊発行された朝鮮初めての近代的新聞である『漢城旬報』に「朝鮮開國四百九十二年」の用例が見られる。公式には甲午改革で成立した金弘集政権が1894年7月27日から正式に採用し、1896年のグレゴリオ暦採用と同時に「建陽」の元号を建てるまで用いられた。それまで宗主国である清の元号（光緒）を用いていたが、清との宗属関係を廃止することを明確化する狙いで、清の年号を廃止して独自の紀年法を用いることとしたものである。

## 西暦・干支との対照表
| 開国 | 503年  | 504年  |
| 西暦 | 1894年 | 1895年 |
| 干支 | 甲午   | 乙未   |
| 清   | 光緒20 | 光緒21 |
| 日本 | 明治27 | 明治28 |

※対照表は公式に用いられた年次に限っての表現とした。